# Stazione meteorologica di Grosseto Aeroporto
La stazione meteorologica di Grosseto Aeroporto è la stazione meteorologica di riferimento per il Servizio Meteorologico dell'Aeronautica Militare e per l'Organizzazione Meteorologica Mondiale, relativa alla città di Grosseto.

## Caratteristiche
La sua esistenza è già documentata nella carta delle stazioni meteorologiche del Servizio Meteorologico dell'Aeronautica Militare del 1939.
La stazione meteorologica si trova nell'Italia centrale, in Toscana, all'interno dell'aeroporto Corrado Baccarini di Grosseto, situato in aperta zona periferica cittadina (in linea d'aria circa 2,5 km a ovest nord ovest del centro storico cittadino e 10 km a nord est del mare), a 7 metri s.l.m. e alle coordinate geografiche 42°45′N 11°04′E.
In funzione 24 ore su 24, la stazione meteorologica svolge le funzioni di assistenza alla navigazione area, oltre ad effettuare osservazioni orarie sullo stato del cielo (nuvolosità in chiaro), e su temperatura, precipitazioni, umidità relativa, pressione atmosferica con valore normalizzato al livello del mare, direzione e velocità del vento.

## Medie climatiche ufficiali

### Dati climatologici 1971-2000
In base alle medie climatiche del trentennio 1971-2000, le più recenti in uso, la temperatura media del mese più freddo, gennaio, è di 7,6 °C, mentre quella del mese più caldo, agosto, è di 23,9 °C; mediamente si contano 25 giorni di gelo all'anno e 41 giorni annui con temperatura massima uguale o superiore ai 30 °C. Nel trentennio esaminato, i valori estremi di temperatura sono i +39,2 °C dell'agosto 1974 e i -13,2 °C del gennaio 1985.
Le precipitazioni medie annue si attestano a 650 mm, mediamente distribuite in 70 giorni, con minimo tra la tarda primavera e l'estate e picco massimo in autunno.
L'umidità relativa media annua fa registrare il valore di 71% con minimi di 65% a luglio e ad agosto e massimo di 77% a novembre; mediamente si contano 11 giorni all'anno con episodi nebbiosi.
Di seguito è riportata la tabella con le medie climatiche e i valori massimi e minimi assoluti registrati nel trantennio 1971-2000 e pubblicati nell'Atlante Climatico d'Italia del Servizio Meteorologico dell'Aeronautica Militare relativo al medesimo trentennio.

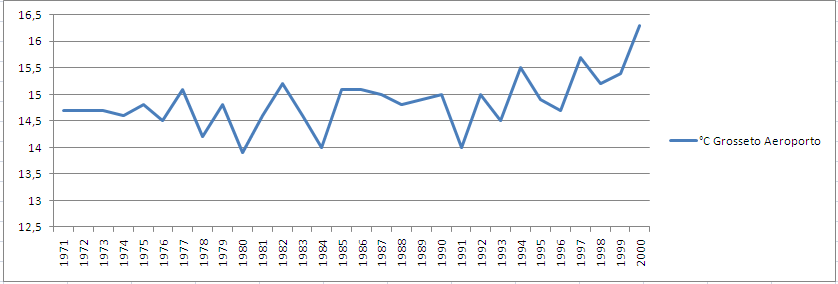
Andamento della temperatura media annua dal 1971 al 2000

| Grosseto Aeroporto (1971-2000)  | Mesi         | Mesi         | Mesi        | Mesi        | Mesi        | Mesi        | Mesi        | Mesi        | Mesi        | Mesi        | Mesi        | Mesi         | Stagioni | Stagioni | Stagioni | Stagioni | Anno  |
| Grosseto Aeroporto (1971-2000)  | Gen          | Feb          | Mar         | Apr         | Mag         | Giu         | Lug         | Ago         | Set         | Ott         | Nov         | Dic          | Inv      | Pri      | Est      | Aut      | Anno  |
| ------------------------------- | ------------ | ------------ | ----------- | ----------- | ----------- | ----------- | ----------- | ----------- | ----------- | ----------- | ----------- | ------------ | -------- | -------- | -------- | -------- | ----- |
| T. max. media (°C)              | 12,4         | 13,2         | 15,5        | 17,7        | 22,5        | 26,7        | 30,1        | 30,4        | 26,4        | 21,6        | 16,1        | 13,0         | 12,9     | 18,6     | 29,1     | 21,4     | 20,5  |
| T. min. media (°C)              | 2,7          | 2,7          | 4,3         | 6,5         | 10,2        | 13,8        | 16,7        | 17,3        | 14,5        | 11,1        | 6,4         | 3,6          | 3,0      | 7,0      | 15,9     | 10,7     | 9,2   |
| T. max. assoluta (°C)           | 19,0 (1979)  | 22,6 (1991)  | 25,6 (1989) | 27,8 (2000) | 31,2 (1986) | 35,0 (1996) | 37,8 (1983) | 39,2 (1974) | 36,2 (1982) | 28,8 (1997) | 24,0 (1998) | 19,6 (1994)  | 22,6     | 31,2     | 39,2     | 36,2     | 39,2  |
| T. min. assoluta (°C)           | −13,2 (1985) | −13,0 (1991) | −7,4 (1987) | −1,0 (1973) | 2,8 (1979)  | 7,4 (1980)  | 8,8 (1993)  | 10,0 (1972) | 6,6 (1995)  | 1,4 (1994)  | −5,2 (1973) | −10,0 (1996) | −13,2    | −7,4     | 7,4      | −5,2     | −13,2 |
| Giorni di calura (Tmax ≥ 30 °C) | 0            | 0            | 0           | 0           | 0           | 4           | 16          | 18          | 3           | 0           | 0           | 0            | 0        | 0        | 38       | 3        | 41    |
| Giorni di gelo (Tmin ≤ 0 °C)    | 8            | 7            | 3           | 0           | 0           | 0           | 0           | 0           | 0           | 0           | 2           | 5            | 20       | 3        | 0        | 2        | 25    |
| Precipitazioni (mm)             | 51,2         | 55,1         | 49,3        | 51,8        | 37,3        | 28,5        | 17,6        | 37,4        | 81,7        | 88,9        | 92,2        | 59,2         | 165,5    | 138,4    | 83,5     | 262,8    | 650,2 |
| Giorni di pioggia               | 7            | 6            | 6           | 8           | 6           | 4           | 2           | 3           | 5           | 7           | 9           | 7            | 20       | 20       | 9        | 21       | 70    |
| Giorni di nebbia                | 2            | 2            | 1           | 1           | 1           | 1           | 0           | 0           | 0           | 1           | 1           | 2            | 6        | 3        | 1        | 2        | 12    |
| Umidità relativa media (%)      | 75           | 71           | 70          | 72          | 70          | 68          | 65          | 65          | 69          | 74          | 77          | 76           | 74       | 70,7     | 66       | 73,3     | 71    |

### Dati climatologici 1961-1990
In base alla media trentennale di riferimento 1961-1990, ancora in uso per l'Organizzazione meteorologica mondiale e denominata Climate Normal (CLINO), la temperatura media del mese più freddo, gennaio, è di +7,3 °C; quella del mese più caldo, agosto, è di +23,5 °C; mediamente, si verificano 23 giorni di gelo all'anno. Nel trentennio esaminato, i valori estremi di temperatura sono i +39,2 °C dell'agosto 1974 (media delle massime assolute annue di +35,6 °C) e i -13,2 °C del gennaio 1985 (media delle minime assolute annue di -5,2 °C)
La nuvolosità media annua si attesta a 3,5 okta giornalieri, con picco in febbraio di 4,2 okta e minimo in luglio con 1,9 okta.
Le precipitazioni medie annue, attorno ai 660 mm nel suddetto periodo trentennale distribuiti in 70 giorni di pioggia (giorni con almeno 1 mm di precipitazione cumulata totale), hanno fatto registrare quantitativi sensibilmente minori dal 1991, attestandosi su valori medi annui di circa 650 mm, a causa della forte diminuzione, registrata dalla fine degli anni '80 in poi, del massimo secondario invernale susseguente al picco autunnale.
L'umidità relativa media presenta valori mensili medio-alti durante l'intero arco dell'anno, che non si discostano molto tra loro, osccillando tra il 65% di luglio e il 76% di dicembre; i valori tendono, comunque, ad essere leggermente superiori in autunno-inverno rispetto sia alla primavera che all'estate.
La pressione atmosferica media annua al livello del mare fa registrare un valore di 1014,7 hPa, con massimi di 1017 hPa in settembre e in ottobre e minimo di 1012 hPa a dicembre.
I venti prevalenti sono quelli di ponente tra marzo e ottobre, con intensità attorno agli 8-9 nodi da marzo a settembre e di circa 5 nodi in ottobre. Tendono a soffiare, invece, dal primo quadrante (tramontana e grecale) nei mesi di novembre e dicembre (con intensità media attorno ai 5 nodi) e nei mesi di gennaio e febbraio, quando l'intensità media tende a salire attorno agli 8 nodi.
Nella tabella sottostante sono riportati i valori climatologici medi relativi al trentennio di riferimento climatico 1961-1990.

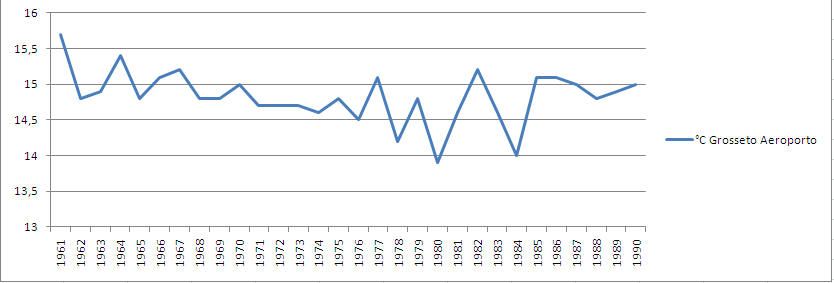
Andamento della temperatura media annua dal 1961 al 1990

| Grosseto Aeroporto (1961-1990)   | Mesi         | Mesi        | Mesi        | Mesi        | Mesi        | Mesi        | Mesi        | Mesi        | Mesi        | Mesi        | Mesi        | Mesi        | Stagioni | Stagioni | Stagioni | Stagioni | Anno    |
| Grosseto Aeroporto (1961-1990)   | Gen          | Feb         | Mar         | Apr         | Mag         | Giu         | Lug         | Ago         | Set         | Ott         | Nov         | Dic         | Inv      | Pri      | Est      | Aut      | Anno    |
| -------------------------------- | ------------ | ----------- | ----------- | ----------- | ----------- | ----------- | ----------- | ----------- | ----------- | ----------- | ----------- | ----------- | -------- | -------- | -------- | -------- | ------- |
| T. max. media (°C)               | 11,9         | 13,0        | 15,1        | 17,9        | 22,2        | 26,4        | 29,9        | 29,8        | 26,5        | 21,7        | 16,2        | 12,6        | 12,5     | 18,4     | 28,7     | 21,5     | 20,3    |
| T. min. media (°C)               | 2,7          | 3,3         | 4,6         | 6,8         | 10,2        | 13,9        | 16,7        | 17,1        | 14,7        | 11,2        | 6,8         | 3,7         | 3,2      | 7,2      | 15,9     | 10,9     | 9,3     |
| T. max. assoluta (°C)            | 19,0 (1979)  | 22,0 (1990) | 25,6 (1989) | 25,4 (1961) | 31,2 (1986) | 35,2 (1965) | 37,8 (1968) | 39,2 (1974) | 36,2 (1982) | 29,0 (1966) | 24,6 (1968) | 19,2 (1961) | 22,0     | 31,2     | 39,2     | 36,2     | 39,2    |
| T. min. assoluta (°C)            | −13,2 (1985) | −5,4 (1987) | −7,4 (1987) | −2,6 (1970) | −0,2 (1962) | 5,2 (1962)  | 9,0 (1970)  | 10,0 (1972) | 6,9 (1972)  | −0,6 (1970) | −5,2 (1973) | −7,2 (1973) | −13,2    | −7,4     | 5,2      | −5,2     | −13,2   |
| Giorni di gelo (Tmin ≤ 0 °C)     | 8            | 6           | 3           | 0           | 0           | 0           | 0           | 0           | 0           | 0           | 1           | 5           | 19       | 3        | 0        | 1        | 23      |
| Nuvolosità (okta al giorno)      | 4,1          | 4,2         | 4,1         | 4,2         | 3,7         | 3,1         | 1,9         | 2,1         | 2,7         | 3,2         | 4,1         | 4,1         | 4,1      | 4,0      | 2,4      | 3,3      | 3,5     |
| Precipitazioni (mm)              | 64,1         | 56,7        | 56,2        | 49,6        | 39,9        | 27,1        | 20,2        | 37,4        | 64,5        | 86,8        | 93,8        | 64,9        | 185,7    | 145,7    | 84,7     | 245,1    | 661,2   |
| Giorni di pioggia                | 7            | 7           | 7           | 7           | 6           | 4           | 2           | 3           | 4           | 6           | 9           | 8           | 22       | 20       | 9        | 19       | 70      |
| Umidità relativa media (%)       | 75           | 72          | 70          | 72          | 70          | 68          | 65          | 66          | 69          | 73          | 75          | 76          | 74,3     | 70,7     | 66,3     | 72,3     | 70,9    |
| Pressione a 0 metri s.l.m. (hPa) | 1 016        | 1 014       | 1 015       | 1 013       | 1 014       | 1 015       | 1 015       | 1 014       | 1 017       | 1 017       | 1 014       | 1 012       | 1 014    | 1 014    | 1 014,7  | 1 016    | 1 014,7 |

#### Andamento delle temperature medie mensili dal 1961 al 1990
Riguardo alle medie mensili del trentennio di riferimento climatico 1961-1990, nelle tabelle sottostanti sono riportati i valori medi massimi e i valori medi minimi per ogni mese, relativamente alle temperature massime e alle temperature minime; tra parentesi è riportato l'anno in cui si sono registrati i relativi valori.
| Temperature massime        | Gen         | Feb         | Mar         | Apr         | Mag         | Giu         | Lug         | Ago         | Set         | Ott         | Nov         | Dic         |
| -------------------------- | ----------- | ----------- | ----------- | ----------- | ----------- | ----------- | ----------- | ----------- | ----------- | ----------- | ----------- | ----------- |
| Media massima mensile (°C) | 14,1 (1988) | 16,1 (1990) | 18,6 (1989) | 20,5 (1961) | 24,1 (1986) | 28,5 (1966) | 32,1 (1983) | 32,8 (1971) | 30,1 (1987) | 23,9 (1967) | 19,0 (1963) | 14,8 (1985) |
| Media minima mensile (°C)  | 8,3 (1963)  | 9,7 (1965)  | 12,5 (1971) | 15,9 (1978) | 19,1 (1980) | 24,3 (1984) | 27,2 (1980) | 26,6 (1976) | 23,5 (1972) | 17,1 (1974) | 14,3 (1966) | 10,2 (1969) |

| Temperature minime         | Gen         | Feb        | Mar        | Apr        | Mag         | Giu         | Lug         | Ago         | Set         | Ott         | Nov         | Dic        |
| -------------------------- | ----------- | ---------- | ---------- | ---------- | ----------- | ----------- | ----------- | ----------- | ----------- | ----------- | ----------- | ---------- |
| Media massima mensile (°C) | 6,7 (1970)  | 7,5 (1966) | 7,1 (1977) | 9,1 (1961) | 12,2 (1969) | 16,1 (1964) | 18,8 (1982) | 18,2 (1986) | 16,7 (1982) | 14,2 (1966) | 10,7 (1963) | 6,2 (1985) |
| Media minima mensile (°C)  | -1,6 (1981) | 0,4 (1983) | 0,2 (1987) | 4,3 (1973) | 8,0 (1987)  | 12,1 (1980) | 14,1 (1980) | 15,7 (1976) | 12,8 (1976) | 7,1 (1974)  | 3,0 (1978)  | 1,3 (1980) |

### Dati climatologici 1951-1980

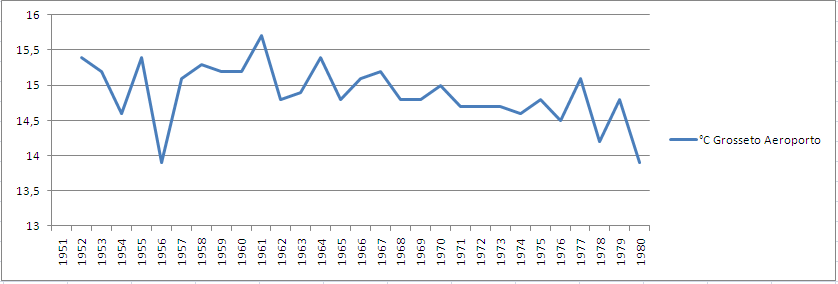
Andamento della temperatura media annua dal 1951 al 1980 (inizio serie temporale dal 1952)

In base alle medie climatiche 1951-1980, la temperatura media del mese più caldo, agosto, si attesta a +23,3 °C, mentre la temperatura media del mese più freddo, gennaio, fa registrare il valore di +7,4 °C.
Nel trentennio esaminato, la temperatura massima più elevata di +40,2 °C risale all'agosto 1958, mentre la temperatura minima più bassa di -9,5 °C risale al febbraio 1956.
| Grosseto Aeroporto (1951-1980) | Mesi        | Mesi        | Mesi        | Mesi        | Mesi        | Mesi        | Mesi        | Mesi        | Mesi        | Mesi        | Mesi        | Mesi        | Stagioni | Stagioni | Stagioni | Stagioni | Anno |
| Grosseto Aeroporto (1951-1980) | Gen         | Feb         | Mar         | Apr         | Mag         | Giu         | Lug         | Ago         | Set         | Ott         | Nov         | Dic         | Inv      | Pri      | Est      | Aut      | Anno |
| ------------------------------ | ----------- | ----------- | ----------- | ----------- | ----------- | ----------- | ----------- | ----------- | ----------- | ----------- | ----------- | ----------- | -------- | -------- | -------- | -------- | ---- |
| T. max. media (°C)             | 11,8        | 13,2        | 15,1        | 18,0        | 22,3        | 26,7        | 29,9        | 29,8        | 26,5        | 21,6        | 16,4        | 12,8        | 12,6     | 18,5     | 28,8     | 21,5     | 20,3 |
| T. min. media (°C)             | 3,0         | 3,5         | 4,7         | 6,7         | 10,2        | 14,0        | 16,4        | 16,8        | 14,6        | 10,9        | 7,1         | 4,0         | 3,5      | 7,2      | 15,7     | 10,9     | 9,3  |
| T. max. assoluta (°C)          | 19,9 (1955) | 19,6 (1967) | 24,4 (1974) | 27,4 (1952) | 33,6 (1953) | 35,6 (1952) | 38,4 (1952) | 40,2 (1958) | 34,2 (1975) | 29,5 (1958) | 24,6 (1968) | 20,2 (1954) | 20,2     | 33,6     | 40,2     | 34,2     | 40,2 |
| T. min. assoluta (°C)          | −8,4 (1968) | −9,5 (1956) | −7,7 (1956) | −2,6 (1970) | −0,2 (1957) | 5,2 (1962)  | 8,9 (1954)  | 10,0 (1972) | 6,6 (1957)  | −0,6 (1970) | −5,2 (1973) | −7,2 (1973) | −9,5     | −7,7     | 5,2      | −5,2     | −9,5 |

## Valori estremi

### Temperature estreme mensili dal 1951 ad oggi
I valori estremi annui registrati dalla stazione meteorologica dal 1951 in poi sono i +40,2 °C del 2 agosto 1958, del 5 e del 6 agosto 2003 e i -13,2 °C raggiunti in data 11 gennaio 1985.
| Grosseto Aeroporto (1951-2023) | Mesi         | Mesi         | Mesi        | Mesi        | Mesi              | Mesi        | Mesi        | Mesi              | Mesi        | Mesi        | Mesi        | Mesi         | Stagioni | Stagioni | Stagioni | Stagioni | Anno  |
| Grosseto Aeroporto (1951-2023) | Gen          | Feb          | Mar         | Apr         | Mag               | Giu         | Lug         | Ago               | Set         | Ott         | Nov         | Dic          | Inv      | Pri      | Est      | Aut      | Anno  |
| ------------------------------ | ------------ | ------------ | ----------- | ----------- | ----------------- | ----------- | ----------- | ----------------- | ----------- | ----------- | ----------- | ------------ | -------- | -------- | -------- | -------- | ----- |
| T. max. assoluta (°C)          | 19,9 (1955)  | 22,8 (2019)  | 25,6 (1989) | 29,4 (2018) | 35,6 (2022)       | 39,0 (2003) | 40,0 (2022) | 40,2 (1958, 2003) | 36,2 (1982) | 31,2 (2023) | 27,0 (2004) | 20,2 (1954)  | 22,8     | 35,6     | 40,2     | 36,2     | 40,2  |
| T. min. assoluta (°C)          | −13,2 (1985) | −13,0 (1991) | −7,7 (1956) | −4,0 (2021) | −0,2 (1957, 1962) | 5,2 (1962)  | 8,8 (1993)  | 10,0 (1972)       | 5,8 (2018)  | −0,6 (1970) | −5,2 (1973) | −10,0 (1996) | −13,2    | −7,7     | 5,2      | −5,2     | −13,2 |

### Temperature estreme decadali dal 1951 in poi
Di seguito sono riportate le temperature estreme decadali registrate dal 1951 in poi, con la relativa data in cui si sono verificate.
| Decadi          | Temperature massime assolute e relative date         | Temperature minime assolute e relative date   |
| --------------- | ---------------------------------------------------- | --------------------------------------------- |
| 1°-10 gennaio   | +19,2 °C il 3 gennaio 2003                           | -10,0 °C il 10 gennaio 1985                   |
| 11-20 gennaio   | +19,9 °C il 13 gennaio 1955                          | -13,2 °C il 12 gennaio 1985                   |
| 21-31 gennaio   | +19,4 °C il 28 gennaio 2002                          | -7,6 °C il 29 gennaio 1976                    |
| 1°-10 febbraio  | +20,0 °C il 4 febbraio 2020                          | -13,0 °C il 7 febbraio 1991                   |
| 11-20 febbraio  | +20,4 °C l'11 febbraio 2020                          | -9,5 °C il 16 febbraio 1956                   |
| 21-29 febbraio  | +22,8 °C il 27 febbraio 2019                         | -8,8 °C il 28 febbraio 2018                   |
| 1°-10 marzo     | +24,4 °C il 1º marzo 2012                            | -7,7 °C il 10 marzo 1956                      |
| 11-20 marzo     | +23,6 °C il 16 marzo 1999 e l'11 marzo 2002          | -4,8 °C il 16 marzo 1962                      |
| 21-31 marzo     | +25,6 °C il 25 marzo 1989                            | -4,4 °C il 24 marzo 2020                      |
| 1°-10 aprile    | +27,6 °C il 7 aprile 2011                            | -4,0 °C l'8 aprile 2021                       |
| 11-20 aprile    | +29,0 °C il 20 aprile 2018                           | -1,0 °C il 15 aprile 1973 e il 15 aprile 2001 |
| 21-30 aprile    | +28,4 °C il 25 aprile 2007                           | -0,4 °C il 22 aprile 1973                     |
| 1°-10 maggio    | +29,6 °C il 10 maggio 1971 e il 6 maggio 2003        | -0,2 °C l'8 maggio 1957 e il 2 maggio 1962    |
| 11-20 maggio    | +31,9 °C il 19 maggio 1953                           | +3,6 °C il 15 maggio 1987                     |
| 21-31 maggio    | +35,6 °C il 27 maggio 2022                           | +4,4 °C il 28 maggio 1991                     |
| 1°-10 giugno    | +37,0 °C il 10 giugno 2003                           | +5,2 °C il 6 giugno 1962                      |
| 11-20 giugno    | +39,0 °C il 14 giugno 2003                           | +6,4 °C l'11 giugno 1962                      |
| 21-30 giugno    | +37,6 °C il 22 giugno 2002                           | +8,0 °C il 29 giugno 1978                     |
| 1°-10 luglio    | +40,0 °C il 4 luglio 2022                            | +8,9 °C il 9 luglio 1954                      |
| 11-20 luglio    | +37,4 °C il 19 luglio 1995                           | +8,8 °C il 14 luglio 1993                     |
| 21-31 luglio    | +38,8 °C il 23 luglio 2004                           | +10,2 °C il 21 luglio 1974                    |
| 1°-10 agosto    | +40,2 °C il 2 agosto 1958; il 5 e 6 agosto 2003      | +11,8 °C l'8 agosto 1985                      |
| 11-20 agosto    | +39,2 °C il 16 agosto 1974                           | +10,0 °C il 20 agosto 1972                    |
| 21-31 agosto    | +38,2 °C il 25 agosto 2000                           | +10,5 °C il 31 agosto 1956                    |
| 1°-10 settembre | +36,2 °C il 3 settembre 1982                         | +7,2 °C l'8 settembre 1996                    |
| 11-20 settembre | +34,2 °C il 17 settembre 1975 e il 18 settembre 1987 | +6,6 °C il 16 settembre 1957                  |
| 21-30 settembre | +34,6 °C il 22 settembre 1985                        | +5,8 °C il 27 settembre 2018                  |
| 1°-10 ottobre   | +30,6 °C il 2 ottobre 2011                           | +1,4 °C l'8 ottobre 1994                      |
| 11-20 ottobre   | +30,6 °C il 12 ottobre 2001                          | +2,0 °C il 20 ottobre 2009                    |
| 21-31 ottobre   | +28,0 °C il 21 ottobre 2019                          | -0,6 °C il 25 ottobre 1970                    |
| 1°-10 novembre  | +27,0 °C il 4 novembre 2004                          | -4,6 °C il 6 novembre 1995                    |
| 11-20 novembre  | +22,6 °C il 12 novembre 1969                         | -4,6 °C il 17 novembre 1981                   |
| 21-30 novembre  | +21,8 °C il 27 novembre 2002                         | -5,2 °C il 29 novembre 1973                   |
| 1°-10 dicembre  | +20,2 °C il 4 dicembre 1954                          | -6,4 °C l'8 dicembre 1998                     |
| 11-20 dicembre  | +19,7 °C il 17 dicembre 1955                         | -7,2 °C il 16 dicembre 1973                   |
| 21-31 dicembre  | +19,4 °C il 30 dicembre 2001                         | -10,0 °C il 30 dicembre 1996                  |